# FK Púchov
El FK Púchov es un equipo de fútbol de Eslovaquia que juega en la Segunda Liga de Eslovaquia, la tercera liga de fútbol más importante del país.

## Historia
Fue fundado en el año 1920 en la ciudad de Púchov con el nombre Športový klub Puchov y desde entonces han cambiado su nombre en varias ocasiones, las cuales han sido:
- 1920 - Športový klub Puchov
- 1945 - ŠK Rolný Púchov
- 1948 - Sokol Makyta Púchov
- 1956 - TJ Iskra Púchov
- 1968 - TJ Gumárne 1.mája Púchov
- 1993 - ŠK Matador Púchov (por razones de patrocinio)
- 2003 - FK Matador Púchov
- 2007 - FK Púchov

Ha jugado en la Superliga de Eslovaquia solo 6 temporadas, en las cuales nunca han sido campeón de la Liga, aunque sí han ganado el torneo de Copa 1 vez en 2 finales jugadas. Nunca llegó a jugar en la desaparecida Primera División de Checoslovaquia.
A nivel internacional ha participado en 3 torneos continentales, en los cuales nunca ha superado la Primera Ronda.
En la temporada 2011/12, el equipo se retiró de la Segunda Liga de Eslovaquia por razones financieras y automáticamente descendió de categoría.

## Palmarés
- Copa de Eslovaquia: 1

2002/03
- - Finalista: 1

2001/02

## Participación en competiciones de la UEFA
- Copa UEFA: 3 apariciones

2002 - Primera Ronda
2003 - Primera Ronda
2004 - Primera Ronda

### Partidos en UEFA
| Temporada | Torneo    | Ronda      | Club               | Casa | Visita | Global |
| --------- | --------- | ---------- | ------------------ | ---- | ------ | ------ |
| 2001/02   | Copa UEFA | 1          | SC Freiburg        | 0–0  | 1–2    | 1–2    |
| 2002/03   | Copa UEFA | Preliminar | FC Atyrau          | 2–0  | 0–0    | 2–0    |
| 2002/03   | Copa UEFA | 1          | Girondins Bordeaux | 1–4  | 0–6    | 1–10   |
| 2003/04   | Copa UEFA | Preliminar | FC Sioni Bolnisi   | 3–0  | 3–0    | 6–0    |
| 2003/04   | Copa UEFA | 1          | FC Barcelona       | 1–1  | 0–8    | 1–9    |

## Jugadores destacados
| - Salomon Wisdom - Alias Lembakoali - Tomáš Bernady - Jozef Chovanec - Jakub Plánička - Martin Švec - Almir Gegić - Marko Radić - Mário Breška - Radoslav Kunzo - Jozef Mužlay - Kornel Saláta - Zdeno Štrba - Pavol Vavrík - Ján Chovanec | - Martin Luhový - Peter Čvirik - Peter Hricko - Ivan Belák - Milan Jambor - Ľubomír Talda - Peter Majerník - Ľuboš Perniš - Juraj Škripec - Adrián Guľa - Tomáš Labun - Matej Náther - Michal Vanák - Patrik Mráz - Marek Bakoš | - Róbert Demjan - Michal Riška - Aleš Besta - Michal Prokeš - Dmitri Kraus - Mário Zavaterník - Martin Miščík - Igor Holčík |

## Entrenadores desde 1998
- Jozef Šuran (1998–2002)
- František Komňacký (2003)
- Štefan Zaťko (2003)
- Milan Lešický (2003-2004)
- Pavel Vrba (2004-2005)
- Pavol Strapáč (2007–2010)
- Jaroslav Vágner (2010-)